# Garatge Hewlett-Packard
El garatge Hewlett-Packard és una antic garatge de Palo Alto (Califòrnia), ara lloc històric tant a Califòrnia com a nivell dels Estats Units. És el petit garatge de l'antiga casa de David Packard, al 367, Addison Avenue de Palo Alto, a prop de la Universitat Stanford al Silicon Valley. A partir de 1938, William Hewlett i David Packard van desenvolupar-hi el seu primer producte (un oscil·lador) i van fundar la companyia Hewlett-Packard, que aviat va esdevenir una de les empreses més grans del món. Aquest garatge és ara un dels símbols del somni americà, i és considerat oficialment per l'Estat de Califòrnia com a punt de partida del Silicon Valley.

## Història
William Hewlett i David Packard, dos grans amics, tots dos enginyers companys d'estudis a la Universitat Stanford (curs de 1934), van desenvolupar un oscil·lador d'àudio de precisió, el model 200A. Mitjançant l'ús d'una bombeta com a resistència elèctrica dependent de la temperatura, aquesta innovació els va permetre simplificar el dispositiu i reduir el preu de venda a 54,40 dòlars en comptes dels $200 que valien altres models menys estables.
L'1 de gener de 1939, els dos enginyers van fundar l'empresa Hewlett-Packard, amb 585 dòlars a la butxaca.
El seu primer client van ser els estudis Walt Disney Pictures, que van comprar vuit oscil·ladors de baixa freqüència, model 200B, a 71,50$ cadascun, per sincronitzar els efectes de so a la pel·lícula Fantasia i desenvolupar el sistema Fantasound (precursor del Dolby Surround).
A finals de 1939, es van comercialitzar mitja dotzena de nous productes electrònics de mesura (incloent un analitzador d'ones), experimentant un gran èxit comercial, fet que va donar a Hewlett-Packard una reputació de qualitat i fiabilitat.
Hewlett-Packard va créixer ràpidament fins a arribar a ser una de les 40 empreses multinacionals més importants del món, en el camp dels ordinadors i l'electrònica.

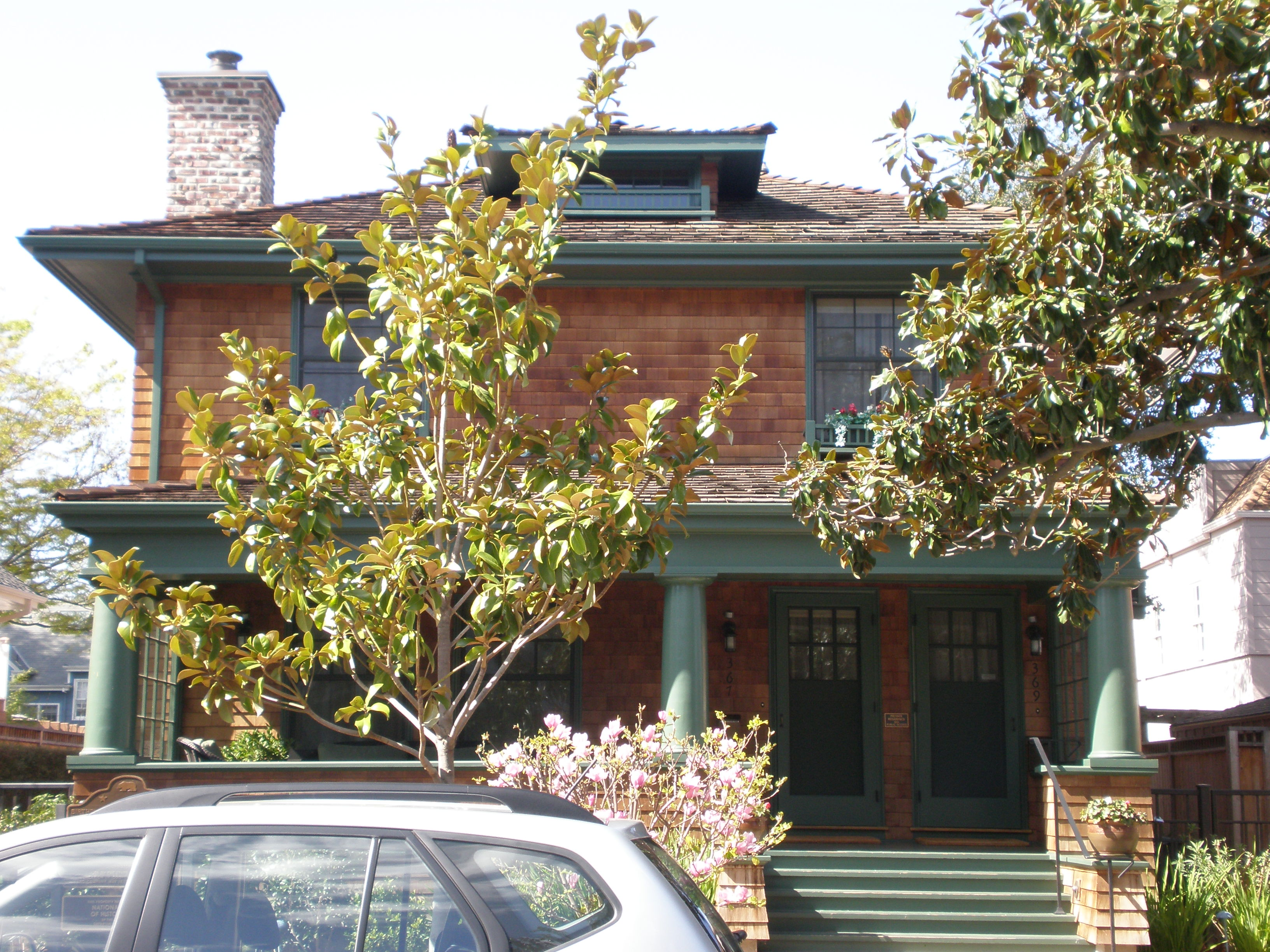
367-369 Addison Avenue
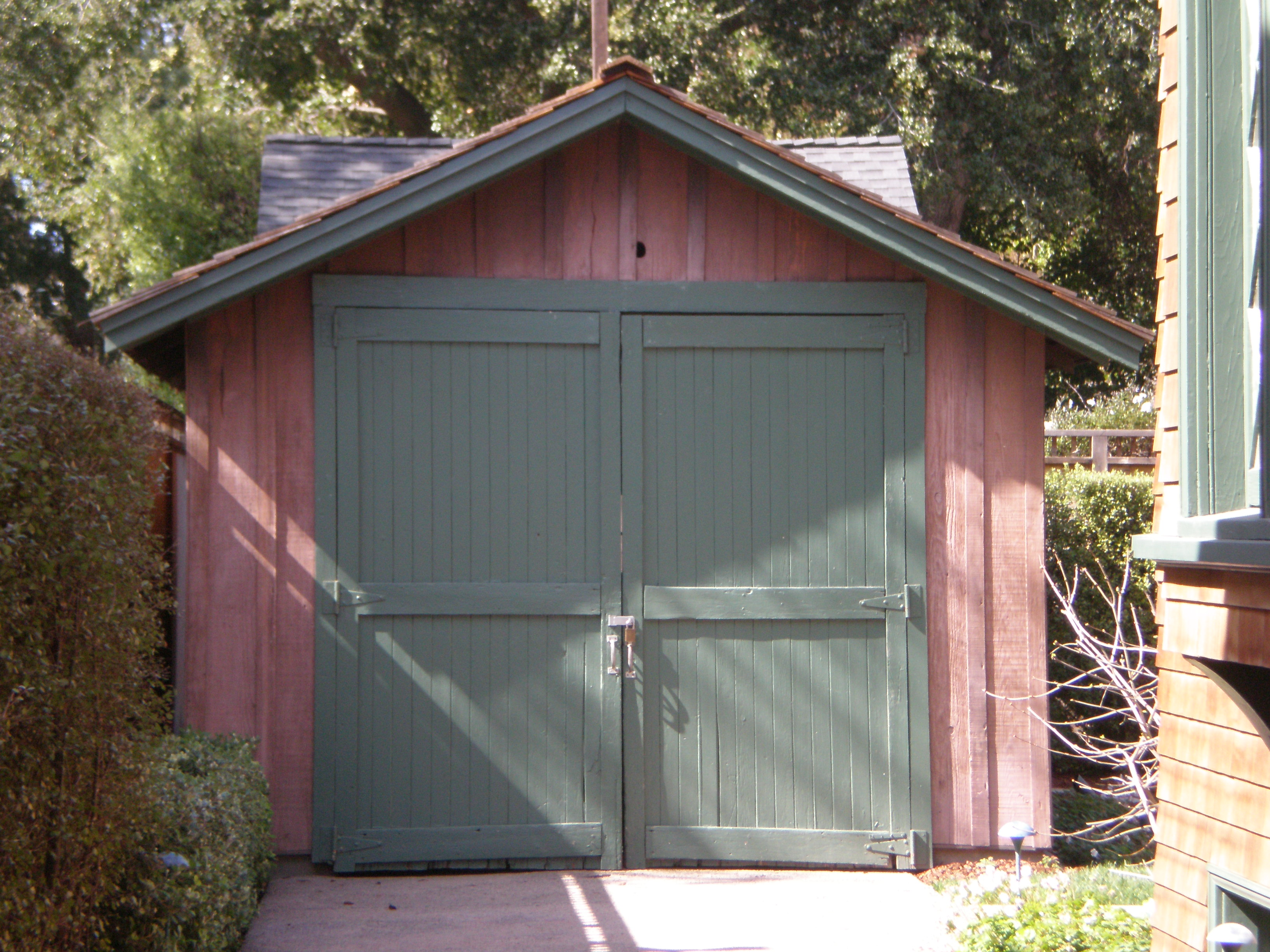
Garatge HP el Març 2009